# Mūkė
Mūkė je říčka 2. řádu ve středu Litvy v okrese Raseiniai, levý přítok řeky Dubysa, do které se vlévá u vsi Maslauskiškiai, 48,0 km od jejího ústí do Němenu. Pramení na jižním okraji vsi Pryšmantai, 5 km severovýchodn od městečka Betygala. Zpočátku teče klikatě v celkovém směru západním, po soutoku s Dūdupisem se stáčí k jihu, protéká rybníkem Berteškių tvenkinys (13,6 ha), po soutoku s říčkou Srautas za rybníkem se stáčí k západu, po soutoku s říčkou Toškupys se stáčí k jihovýchodu, po 1,5 km k jihu až so soutoku s řekou Dubysa. Dolní tok spadá do chráněné krajinné oblasti Dubysos regioninis parkas.

## Přítoky
- Levé:

| Hydrologické pořadí | Řeka    | Délka (km) | Povodí (km²) | Vzdálenost od ústí (km) | Ústí kde   | Koordináty ústí                  |
| ------------------- | ------- | ---------- | ------------ | ----------------------- | ---------- | -------------------------------- |
| 14010384            | Srautas | 4,6        | 5,3          | 5,6                     | Berteškiai | 55°23′15″ s. š., 23°19′42″ v. d. |

- Pravé:

| Hydrologické pořadí | Řeka                    | Délka (km) | Povodí (km²) | Vzdálenost od ústí (km) | Ústí kde   | Koordináty ústí                  |
| ------------------- | ----------------------- | ---------- | ------------ | ----------------------- | ---------- | -------------------------------- |
| 14010381            | Vanagė                  | 6,6        | 7,0          | 10,2                    | Gedvydai   | 55°24′23″ s. š., 23°21′33″ v. d. |
| 14010382            | Juodupis neboli Dūdupis | 3,8        | 8,3          | 9,0                     | Ūturiai    | 55°24′26″ s. š., 23°20′37″ v. d. |
| 14010385            | Toškupys                | 3,7        | 5,3          | 3,9                     | Poškaičiai | 55°23′5″ s. š., 23°18′27″ v. d.  |